# 42. østlige længdekreds
Den 42. østlige længdekreds (eller 42 grader østlig længde) er en længdekreds, der ligger 42 grader øst for nulmeridianen. Den løber gennem Ishavet, Europa, Asien, Afrika, det Indiske Ocean, det Sydlige Ishav og Antarktis.